# 天秀尼
天秀尼（てんしゅうに、慶長14年（1609年） - 正保2年2月7日（1645年3月4日））は、江戸時代前期の女性。臨済宗の尼僧。豊臣秀頼の娘で、千姫の養女。鎌倉尼五山第二位・東慶寺の20世住持。天秀は法号で、法諱は法泰（ほうたい）。院号は授かっていない。

## 生涯

### 出生から出家まで
母の名も、出家前の俗名も不明である。
記録に初めて表れたのは大坂城落城直後でありそれ以前には無い。同時代の日記『駿府記』に大坂落城の7日後の元和元年（1615年）5月12日条に「今日秀頼御息女（七歳）、従京極若狭守尋出捕之註進、秀頼男子在之由内々依聞召、急可尋出之湯由所々費被触云々」とあるのが初出である。
なお、『台徳院殿御実紀』巻37、元和元年5月12日条には「これは秀頼の妾成田氏（吾兵衛助直女）の腹に設けしを」とあるが、『台徳院殿御実紀』は19世紀前半に編纂されたものであり、同時代の史料には見られない。また、『台徳院殿御実紀』は「京極若狭守は秀頼息女八歳なるを捕えて献ず」と八歳と記しているが、同時代史料では、『駿府記』のほか大坂落城の10日後の細川忠興書状などでも七つとなっており、慶長14年（1609年）の生まれと見られる。
同母か異母かは不明ながら、天秀尼の年子の兄・国松は直後の5月21日に捕らえられ、23日に六条河原で斬られたことが『駿府記』『台徳院殿御実紀』にある。
しかし天秀尼の方は千姫の養女として寺に入れることを条件に助命された。『台徳院殿御実紀』前述の5月12日条には「北方（千姫）養ひ給いしなり」と、大坂城内に居た頃から千姫の養女であったとも読める記述があるが、東慶寺の由緒書には「大坂一乱之後、天樹院様（千姫）御養女に被為成、元和元年権現様依上意当山江入薙染、十九世瓊山和尚御附弟に被為成」と記されている。「大坂陣山口休庵咄」などにも、国松は7歳まで乳母に育てられ、8歳のとき、祖母・淀殿の妹の京極高次妻・常高院が、和議の交渉で大坂城に入るとき、長持に入れて城内に運びこんだとあるため、天秀尼もそれまでは他家で育てられ、国松と同時期に大坂城に入り、落城後に千姫の養女となったと見られる。

### 東慶寺入山と出家

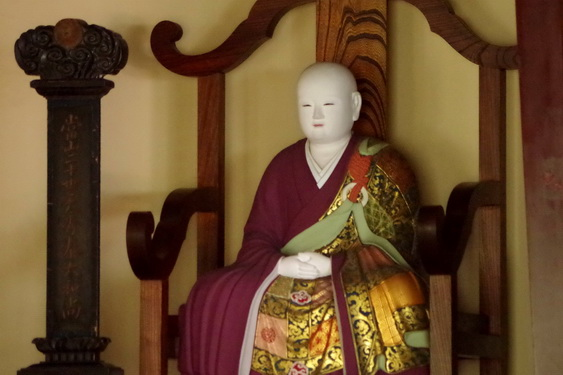
20世天秀尼木像。関東大震災で頭部以外は激しく損傷し、修復不能だったが、震災から70年後に以前の写真が見つかり、現在の状態に修復した。左が霊牌。

同時代史料としては、元和2年（1616年）10月18日にイギリス商館長リチャード・コックスが松が岡を剃髪した女性の尼寺として紹介し、「秀頼様の幼い娘がこの僧院で尼となってわずかにその生命を保っている」と書いている。
出家の時期は先の東慶寺の由来書に「薙染（）し瓊山尼（）の弟子となる。時に八歳」とあり、また霊牌（位牌）の裏に「正二位左大臣豊臣秀頼公息女 依 東照大神君之命入当山薙染干時八歳 正保二年乙酉二月七日示寂」とある。従って、出家は大坂落城の翌年の元和2年、東慶寺入寺とほぼ同時期となる。出家後の名は天秀法泰。
東慶寺は北条時宗夫人・覚山尼の開山と伝わり、南北朝時代に後醍醐天皇の皇女・用堂尼が住持となり、室町時代には鎌倉尼五山第二位とされた。代々関東公方、古河公方、小弓公方の娘が住持となっている。尼寺でこの格式ということから天秀尼の入寺する先として東慶寺が選ばれたとされる。また師・瓊山尼の妹・月桂院は秀吉の側室で、秀吉の死後江戸に移り、家康の娘振姫に仕えていた。東慶寺住職だった井上禅定は天秀尼の東慶寺入寺は「恐らく月桂院あたりの入知恵と推察される」とする。

#### 参禅
天秀尼は東慶寺入山から長ずるまでは十九世瓊山尼の教えを受けていただろうが、塔銘によれば円覚寺黄梅院の古帆周信に参禅したとある。古帆周信は中国臨済宗楊岐派の幻住中峰禅師に始まる幻住派である。
また沢庵宗彭に参禅しようとしていたことが、沢庵の書状により明らかになっている。書状には8月29日と日付はあるが、年は書かれていない。沢庵は寛永16年（1639年）より江戸に戻り、徳川家光によって創建された萬松山東海寺の住持となっている。東慶寺の住職だった井上禅定は、天秀尼が参禅していた古帆周信が寛永18年（1642年）2月1日に示寂しているので、沢庵に参禅しようとしたのはそのあとではないかとする。

#### 権現様御声懸かりの縁切寺法
東慶寺は縁切寺法をもつ縁切寺（駆込寺）として有名であるが、江戸時代に幕府から縁切寺法を認められていたのはここ東慶寺と上野国の満徳寺だけであり両方とも千姫所縁である。寺の伝承では、天秀尼入寺の際、家康に文で「なにか願いはあるか」と問われて「開山よりの御寺法を断絶しないようにしていただければ」と答え、それで同寺の寺法は「権現様御声懸かり」となったとある。
満で云えば6 - 7歳の子供と家康のやりとりが本当にあったのかは確認出来ないが、江戸時代を通じて寺社奉行に提出する寺例書や訴訟文書ではこの「権現様御声懸かり」の経緯を述べて寺法擁護の最大の武器としたこと、実際に東慶寺の寺法に幕府の後ろ盾があったことは確かである。縁切寺法と一般にはいわれるが夫婦の離婚にだけ関わるものではなく、中世以来のアジール（無縁）の性格を持つ。

### 会津四十万石改易事件
天秀尼の千姫を通じた徳川幕府との結びつきの強さを物語る事件に会津騒動とも云われる加藤明成の改易事件がある。事件の記述は『大猷院殿御実紀』巻53、寛永20年（1643年）5月2日条にあるが、『大猷院殿御実紀』には改易の事実を記したあとで、「世に伝うる処は」と経緯を記している。従ってその経緯は幕府の記録（日記）に基づくものではない。また、その「世に伝うる処」の内容は作者不明の『古今武家盛衰記』の記述に酷似している。しかしながらその両方ともに東慶寺も天秀尼も出てこない。
天秀尼と事件の関係を記した史料は正徳6年（1716年）に刊行された『武将感状記』という逸話集と、文化5年（1808年）に水戸藩の史館で編纂された『松岡東慶寺考』である。『武将感状記』巻之十の「加藤左馬助深慮の事／付多賀主水が野心に依て明成の所領を召上げらるる事」にこうある。
「天樹院殿」（千姫）が出てくるので「比丘尼所」（尼寺）とは東慶寺のこと。「比丘尼の住持」とは天秀尼のこと、「天寿院」ではないので千姫没後に書かれたものと判る。もうひとつの「松岡東慶寺考」には
とあり、「頼朝より以来」は「古来」に修正されているが、それ以外は上記『武将感状記』下線部分とまったく同じである。『武将感状記』は「成田治左衛門亡妻と契る事」などと『雨月物語』まがいの話まで載せている逸話集であり、そのまま事実とみなす訳にはいかないが、当時、将軍家所縁の鎌倉の尼寺が加藤明成の引き渡し要求に応じなかったことが広く知られていたということは解る。堀主水の妻は確かに東慶寺の天秀尼に命を助けられていたことが近年判明した。その妻の墓が会津にあり、かつその妻が事件後に身を寄せていた実家の古文書の跋文に経緯が書かれていた。
つまり明成が折れて、堀主水の妻は会津加藤家改易より前に会津の実家へ帰ったと。それも「明成殿」から「給わりたる」と。つまり堀主水妻の身柄は明成の元にあったということになる。これが事実とすれば『武将感状記』に記された結末は短絡しすぎで不正確であり、「事の勢解くべからざるに至る」ではなく「解けた」ことになる。両方をつなげて整合性を取るなら、会津藩の武士が東慶寺から堀主水の妻達を寺側の制止を振り切って強引に連れ去ったが、天秀尼の猛烈な抗議に折れて以下跋文の通りとなる。両方とも後世の文書であるので正確性には欠けるが、いずれにせよ堀主水の妻は東慶寺に駆け込んでおり、かつ天秀尼が義母千姫を通じて幕府に訴えて、その助命を実現したことだけは判る。

### 死去と墓所

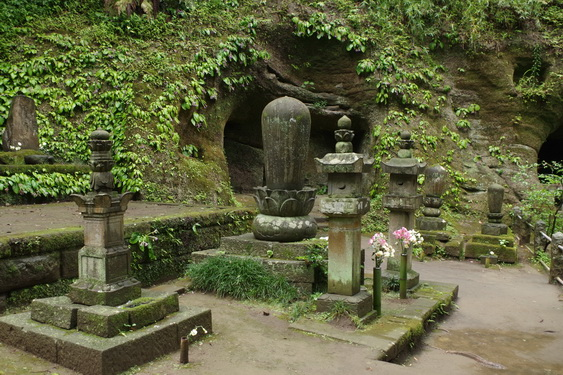
天秀尼の墓。左は台月院の宝篋印塔。

天秀尼は、霊牌および寺伝により、正保2年（1645年）2月7日、会津加藤家改易の2年後、37歳で死去した。長命であった千姫は、娘の十三回忌に東慶寺に香典を送っている。天秀尼の墓は寺の歴代住持墓塔の中で一番大きな無縫塔（右の写真の中央、丸いもの）である。墓碑銘は當山第二十世天秀法泰大和尚。
側に「台月院殿明玉宗鑑大姉」と刻まれた宝篋印塔があり、「天秀和尚御局、正保二年九月二十三日」と刻銘がある。天秀尼の死去の約半年後である。この墓は「天秀和尚御局」と刻銘があるので天秀尼の世話をしていた人で、世話と云っても、墓は格式のある宝篋印塔で「御局」とあり、戒名が「院」ではなく「院殿」であることから、ただの付き人ではなく相当に身分の高い人、かつ尼ではない一般在家の女性であることは確かである。東慶寺の住職・井上正道は、東慶寺にかなりの功績のあった人物か、もしくは天秀尼が相当の恩義を感じていた天秀尼にとっての功労者。あるいは 常に天秀尼のそばにいて、天秀尼を教育した人物。天秀尼の心の拠り所であり、天秀尼の心の支えであったのではないかと推測している。ただし「寺にはこの人物についての文献、伝承も一切なく、ただ墓のみが残っている」という。歴代住持墓塔のエリアに在家（出家していない人）の宝篋印塔があることは極めて異例である。

## 東慶寺に残る天秀尼

### 豊臣家との関係を示す物

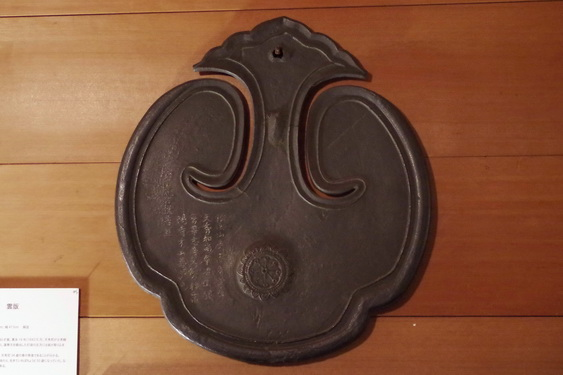
父・秀頼菩提の雲板

元和元年5月12日に捕えられた秀頼息女が東慶寺に入寺したと記されている『台徳院殿御実紀』は19世紀前半の編纂であり、同時代の日記である『駿府記』その他にはない。
漆器・蒔絵の世界では高台寺蒔絵に次いで東慶寺伝来蒔絵が有名であるが、その中に豊臣桐の紋・五七の桐の描かれた漆器も残されている。ただ、桐紋は江戸時代の『寛政重修諸家譜』では473家が使用しているほど一般的な家紋であり、これは天秀尼のものかもしれないが、そうだとは断定できない。
しかし東慶寺には 寛永19年（1642年）に父・秀頼（法名崇陽寺秀山）菩提のために天秀和尚が鋳造したとの銘文のある雲版（）が残されており、鎌倉市文化財に指定されている。
また、過去帳には、元和元年（1615年）5月23日に満世院殿雲山智清大童子とある。この日は豊臣秀頼の子・国松が京都六条河原で処刑された日である。
もうひとつの豊臣家との関係を示す物は、同時に千姫との関係を示す物でもある。

### 千姫との関係を示す物
東慶寺に伝える棟板に以下の墨書銘がある。

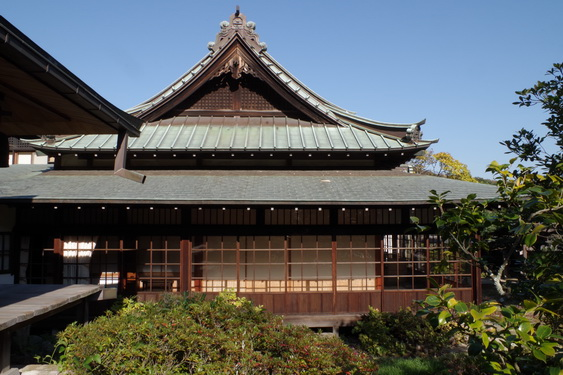
駿河大納言御殿移築の書院は関東大震災で倒壊し、同じ間取で再建された。一部に旧材を使用。

表面・右の「天寿院」は千姫の生前の号、没後は「天樹院」と同じ読みでも字を変えている。表面・左の「法清和尚」は東慶寺十九世・瓊山法清尼、「秀頼公息女法泰」が天秀法泰尼である。裏面の「大樹」は将軍のことを指し、「当大樹」とは当時の将軍・徳川家光のことである。その「乳母（）」春日局は、この頃大奥の公務を取り仕切っていた。
東慶寺の寺例書には「駿河大納言様の御殿御寄付…客殿方丈等右御殿を以てご建立遊ばされ今に有」とある。「駿河大納言」とは家光や千姫と同様に淀殿の妹・崇源院を母にもつ徳川忠長であり、寛永10年（1633年）12月6日に28歳で切腹。その屋敷の一部が解体されて東慶寺に寄進されたのはその翌年の寛永11年（1634年）である。このような墨書銘は古建築の屋根の改修工事のときなどに見つかる。
「住持・法清和尚」・「弟子・法泰蔵主」とあるので、当時20代なかばであった天秀尼はまだ二十世住持にはなっていなかったことになる。「蔵主」（ぞうす）は禅宗寺院の住持を支える役職のひとつである。
寺伝や編纂物の歴史書以外に千姫との関係を示すものに書状等が十数通あり、『鎌倉市史』編纂時の昭和29年（1954年）に高柳光壽により整理解読された。その中には千姫にびわ・筍・花などを送ったことへの千姫侍女筆の礼状などもある。